# Općinska B nogometna liga Ludbreg 1981./82.
"Općinska B nogometna liga Ludbreg" za sezonu 1981./82. je bila drugi stupanj općinske lige ONS Ludbreg, te liga osmog stupnja nogometnog prvenstva Jugoslavije. 
 
Sudjelovalo je ukupno 12 klubova, a prvak je bila "Podgora" iz Bolfana.  

## Ljestvica
| mj. | klub                  | ut. | pob. | ner. | por. | gol+ | gol- | bod |
| --- | --------------------- | --- | ---- | ---- | ---- | ---- | ---- | --- |
| 1.  | Podgora Bolfan        | 20  | 14   | 4    | 2    | 60   | 25   | 32  |
| 2.  | Karlovec              | 20  | 12   | 6    | 2    | 63   | 29   | 30  |
| 3.  | Razvitak Čičkovina    | 20  | 12   | 3    | 5    | 64   | 28   | 27  |
| 4.  | Poljoprivednik Kapela | 20  | 12   | 2    | 6    | 68   | 42   | 26  |
| 5.  | Komarnica             | 20  | 8    | 5    | 7    | 54   | 36   | 21  |
| 6.  | Proleter Mali Bukovec | 20  | 9    | 3    | 8    | 53   | 46   | 21  |
| 7.  | Croatia Dubovica      | 20  | 9    | 3    | 8    | 49   | 53   | 21  |
| 8.  | Sloboda Županec       | 20  | 7    | 1    | 12   | 43   | 70   | 15  |
| 9.  | Bednja Slanje         | 20  | 5    | 2    | 13   | 41   | 65   | 12  |
| 10. | Partizan Poljanec     | 20  | 5    | 2    | 13   | 21   | 59   | 12  |
| 11. | Kalnik Čukovec        | 20  | 1    | 1    | 18   | 26   | 100  | 3   |
|     | Podravina II Ludbreg  | 22  | 8    | 3    | 11   | 71   | 104  | 19  |

"Podravina II" iz Ludbrega nastupala van konkurencije 

## Rezultatska križaljka
| kratica | klub                  | BED | CRO | KAL | KAR | KOM | PAR | PODG | POLJ | PRO | RAZ | SLO | PODR |
| --- | --------------------- | --- | --- | --- | --- | --- | --- | ---- | ---- | --- | --- | --- | ---- |
| BED | Bednja Slanje         |     |     |     |     |     |     |      |      |     |     |     |      |
| CRO | Croatia Dubovica      |     |     |     |     |     |     |      |      |     |     |     |      |
| KAL | Kalnik Čukovec        |     |     |     |     |     |     |      |      |     |     |     |      |
| KAR | Karlovec              |     |     |     |     |     |     |      |      |     |     |     |      |
| KOM | Komarnica             |     |     |     |     |     |     |      |      |     |     |     |      |
| PAR | Partizan Poljanec     |     |     |     |     |     |     |      |      |     |     |     |      |
| PODG | Podgora Bolfan        |     |     |     |     |     |     |      |      |     |     |     |      |
| POLJ | Poljoprivednik Kapela |     |     |     |     |     |     |      |      |     |     |     |      |
| PRO | Proleter Mali Bukovec |     |     |     |     |     |     |      |      |     |     |     |      |
| RAZ | Razvitak Čičkovina    |     |     |     |     |     |     |      |      |     |     |     |      |
| SLO | Sloboda Županec       |     |     |     |     |     |     |      |      |     |     |     |      |
| PODR | Podravina II Ludbreg  |     |     |     |     |     |     |      |      |     |     |     |      |
| |                       |     |     |     |     |     |     |      |      |     |     |     |      |
| podebljan rezultat - utakmice od 1. do 11. kola (1. utakmica između klubova) rezultat normalne debljine - utakmice od 12. do 22. kola (2. utakmica između klubova) rezultat nakošen - nije vidljiv redoslijed odigravanja međusobnih utakmica iz dostupnih izvora rezultat smanjen * - iz dostupnih izvora nije uočljiv domaćin susreta prekrižen rezultat - poništena ili brisana utakmica p - utakmica prekinuta 3:0 p.f. / 0:3 p.f. - rezultat 3:0 bez borbe |                       |     |     |     |     |     |     |      |      |     |     |     |      |

 Izvori:

## Unutarnje poveznice
- Općinska A liga Ludbreg 1981./82.